# Мії-ла-Форе (кантон)
Мії́-ла-Форе́ (фр. Milly-la-Forêt) — кантон у Франції, в департаменті Ессонн регіону Іль-де-Франс.

## Склад кантону
Кантон включає в себе 12 муніципалітетів:
| Муніципалітет        | Площа | Населення, осіб | Рік  |
| -------------------- | ----- | --------------- | ---- |
| Буаньєвіль           | 15,8  | 422             | 2007 |
| Бюно-Боннво          | 15,99 | 471             | 2007 |
| Даннмуа              | 8,43  | 820             | 2007 |
| Жиронвіль-сюр-Ессонн | 13,21 | 776             | 2007 |
| Куранс               | 8,31  | 348             | 2007 |
| Курдіманш-сюр-Ессонн | 5,62  | 283             | 2007 |
| Месс                 | 21,58 | 2805            | 2007 |
| Мії-ла-Форе          | 33,80 | 4746            | 2007 |
| Муаньї-сюр-Еколь     | 12,23 | 1252            | 2007 |
| Онсі-сюр-Еколь       | 5,37  | 939             | 2007 |
| Прюне-сюр-Ессонн     | 5,14  | 308             | 2007 |
| Суазі-сюр-Еколь      | 11,52 | 1372            | 2007 |

## Консули кантону
| Період    | Консул                     | Посада                         |
| --------- | -------------------------- | ------------------------------ |
| 1985—2014 | Jean-Jacques Boussaingault | Мер муніципалітету Мії-ла-Форе |

| Франція | Це незавершена стаття з географії Франції. Ви можете допомогти проєкту, виправивши або дописавши її. |